# Estación General Pico
General Pico es una estación ferroviaria ubicada en la localidad de General Pico, departamento Maracó, Provincia de La Pampa, Argentina.

## Ubicación
Se encuentra en el km 545,3 km desde la Estación Once.

## Servicios
Desde agosto de 2015 no se prestan servicios de pasajeros.
Sus vías están concesionadas a la empresa de cargas Ferroexpreso Pampeano